# 小飞象
《小飞象》是一部由華特迪士尼於1941年製作並發行的動畫電影。它的上映日期是1941年10月23日，為第4部華特迪士尼經典動畫長片。並入選第2屆坎城影展(1947年)主競賽。2017年，《小飞象》被國會圖書館選為國家影片登記表保存，因為它具有「文化、歷史和美學意義」。
真人版電影於2019年3月29日上映，由提姆·波頓執導。

## 劇情
故事描述一隻大耳象與媽媽一同生活在馬戲團裡，因為與生俱來的大耳朵成為眾人嘲笑的對象。媽媽為了保護牠而被關閉隔離。在好友的鼓勵下，牠終於建立了自信心與榮譽感，還發現了自己耳朵會飛的潛能，最後成為翱翔天際的大明星。片中大耳象不再自卑，還找到自己優點的寓意，使本片具有教育的意味。

## 配音員
| 配音            | 配音     | 配音                                          | 角色                            |
| 英語            | 國語     | 粵語                                          | 角色                            |
| --------------- | -------- | --------------------------------------------- | ------------------------------- |
| 无              | 无       | 无                                            | 小飛象（Dumbo）                 |
| 愛德華·柏菲     | 于正昇   | 李智良                                        | 老鼠提姆（Timothy Q. Mouse）    |
| 薇娜·菲爾頓     |          | 麥靜欣                                        | 珍寶太太 （Mrs. Jumbo）         |
| 薇娜·菲爾頓     | 陳美貞   | 魯芬                                          | 大象夫人（Elephant Matriarch）  |
| 克里夫·愛德華茲 | 李香生   | 鄧榮銾                                        | 烏鴉吉姆（Jim Crow）            |
| 赫曼·賓         | 官志宏   | 盧傑群                                        | 馴獸師（The Ringmaster）        |
| 瑪格麗特·懷特   | 使用原音 | 鄧榮銾                                        | 小凱西（Casey Junior）          |
| 史特林·霍洛維   |          | 招世亮                                        | 送子鳥先生（Mr. Stork）         |
| 大廳詹森合唱團  |          | 周志輝 盧雄 蘇強文(四眼烏鴉) 李錦綸(草帽烏鴉) | 烏鴉群（Crow Chorus）           |
| 國王手下合唱團  |          |                                               | 工人合唱團（Roustabout Chorus） |
| 諾莉·賈米爾     |          | 周恩恩                                        | 大象凱蒂（Elephant Catty）      |
| 多蘿西·史考特   | 王景平   | 張雪儀                                        | 大象吉蒂（Elephant Giddy）      |
| 莎拉·薛比       |          | 陳淑萍                                        | 大象普蕾希（Elephant Prissy）   |
| 比利·布雷克特   |          | 蘇強文 翟耀輝                                 | 小丑（Clown）                   |
| 約翰·馬克雷西   | 官志宏   | 翟耀輝                                        | 旁白（The Narrator）            |

## 發行

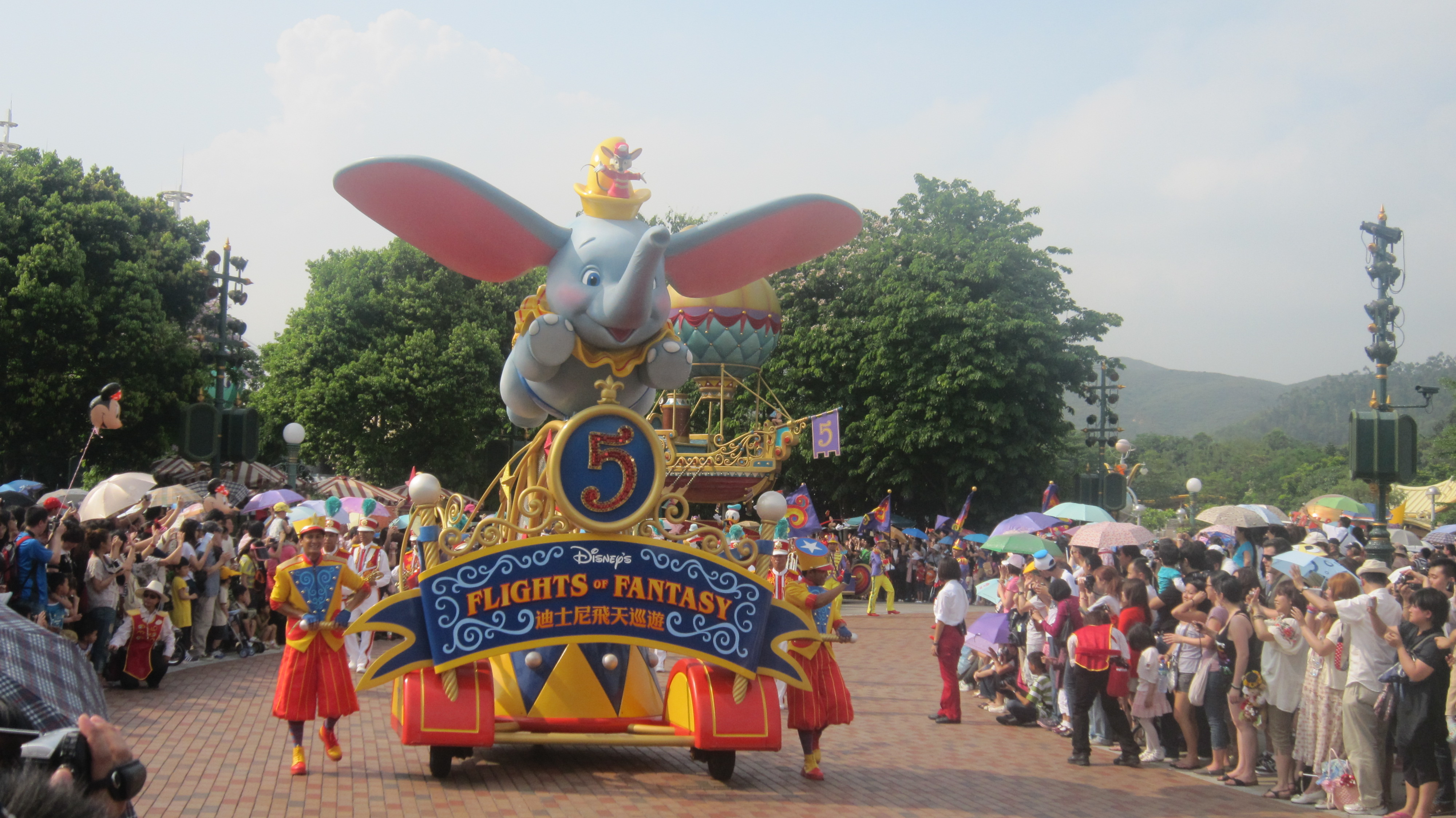
小飛象於香港迪士尼樂園

本片於1941年10月23日在美國上映。

### 評價
本片大獲好評，爛番茄根據41條評論，獲得98%的新鮮度，平均得分8.38／10。在Metacritic上，電影獲得了96分。

## 外部連結
- 互联网电影数据库（IMDb）上《小飞象》的资料（英文）
- 爛番茄上《小飞象》的資料（英文）
- Box Office Mojo上《小飞象》的資料（英文）
- AllMovie上《小飞象》的资料（英文）
- Metacritic上《小飞象》的資料（英文）
- 開眼電影網上《小飞象》的資料（繁體中文）
- 时光网上《小飞象》的資料（简体中文）
- 豆瓣电影上《小飞象》的資料 （简体中文）